# دم‌پارویی
دم‌پارویی‌ها (نام علمی: Prioniturus) نام یک سرده از تیره طوطیان راستین است.